# Hotel trzygwiazdkowy
Hotel trzygwiazdkowy – album studyjny polskiego zespołu hip-hopowego Rasmentalism. Wydawnictwo ukazało się 8 czerwca 2011 roku jako nielegal. Miksowanie i mastering nagrań wykonał Tomasz „Puzzel” Karczewski mający w dorobku współpracę m.in. z takimi wykonawcami jak: Skorup, Pih i Pyskaty.
29 kwietnia 2014 roku nakładem wytwórni muzycznej Asfalt Records ukazało się wznowienie nagrań.

## Lista utworów
Opracowano na podstawie materiału źródłowego.
1. „Wdech, wydech, intro” (gitara basowa, chórki: Eugene Scott, produkcja, keyboard: Ment XXL, scratche: DJ DBT) – 3:55[A]
2. „Delorean” (produkcja: Ment XXL, scratche: DJ DBT) – 3:29[B]
3. „Jestem sam” (gościnnie: Małpa, W.E.N.A., produkcja: Ment XXL, scratche: DJ DBT) – 4:30
4. „Nadgodziny” (gościnnie: Jot, produkcja: Ment XXL) – 2:58[C]
5. „Nie ma boga w lustrach” (gościnnie: Sqbass, produkcja, keyboard: Ment XXL) – 6:46
6. „Słoneczny Harlem... od jutra” (produkcja: Ment XXL) – 3:15[D]
7. „Bawisz siebie” (produkcja: Ment XXL) – 3:00
8. „Sny Made in Polska” (produkcja: Ment XXL, scratche: DJ DBT) – 2:22[E]
9. „Możesz życie brać” (produkcja: Ment XXL) – 2:42
10. „Delorean Sequel” (keyboard: Eugene Scott, produkcja, keyboard: Ment XXL) – 2:28
11. „Kilkaset kul od domu” (chórki: Joanna Solarska, gitara basowa, keyboard, chórki: Eugene Scott, produkcja, keyboard: Ment XXL) – 3:54
12. „Odwiedzamy Tichuanę” (produkcja: Ment XXL) – 2:31
13. „W pełnym słońcu grudnia” (produkcja, keyboard: Ment XXL, skrzypce: Agata Wieczorek) – 2:07
14. „Wpadaj na wschód” (gościnnie: Diset, Woytak, produkcja: Ment XXL) – 3:14
15. „Rady młodego Majkela” (gościnnie: Reno, produkcja, keyboard: Ment XXL) – 5:30[F]
16. „5!” (produkcja: Ment XXL, scratche: DJ DBT) – 2:43

Notatki
- A^ Z wykorzystaniem sampli pochodzących z piosenki „I’ve Been Trying” w wykonaniu The Impressions[5].
- B^ Z wykorzystaniem sampli pochodzących z piosenki „A Love That’s Worth Having” w wykonaniu Williego Hutcha[6].
- C^ Z wykorzystaniem sampli pochodzących z piosenki „Look What Your Love Has Done to Me Ma” w wykonaniu Jeannie Reynolds[7].
- D^ Z wykorzystaniem sampli pochodzących z piosenki „I Can’t Let You Go” w wykonaniu Jaya Dee[8].
- E^ Z wykorzystaniem sampli pochodzących z piosenki „Love Without Sex” w wykonaniu Gwen McCrae[9].
- F^ Z wykorzystaniem sampli pochodzących z piosenki „We’re Almost There” w wykonaniu Michaela Jacksona[10].